# Кіровський міський округ (Мурманська область)
Кі́ровський міськи́й о́круг (рос. Кировский городской округ) — міський округ у складі Мурманської області, Росія. Адміністративний центр — місто Кіровськ.

## Адміністративний поділ
До складу міського округу входять такі населені пункти:
| Населений пункт | Населення, осіб (2010) |
| --------------- | ---------------------- |
| Кіровськ        | 28625                  |
| Коашва          | 882                    |
| Октябрський     | 41                     |
| Тітан           | 1442                   |